# Trichiana
Trichiana település Olaszországban, Veneto régióban, Belluno megyében. Lakosainak száma 4820 fő (2018. január 1.). Trichiana Limana és Revine Lago községekkel határos.

## Népesség
A település lakossága az elmúlt években az alábbi módon változott:

| 2017 | 4 847 |
| 2018 | 4 820 |